# Institución Educativa Parroquial San Columbano
La Institución Educativa Parroquial San Columbano fue fundada el 13 de marzo de 1964 en la Urbanización Condevilla Señor del Distrito de San Martín de Porres en Lima, Perú. Cuenta con educación mixta para el área de Educación Inicial, Primaria y Secundaria. Actualmente es dirigida por las Hermanas Dominicas de Santa Rosa de Lima que desde 1987 tutelan al plantel estudiantil. Cuenta con más de 1120 alumnos(as).
En el año 2012 fue acreditada internacionalmente por la Confederación Nacional de Escuelas Particulares (CNEP) - México; y en el 2018, revalidó su título para los siguientes 5 años.
- Datos: Q30915539